# Анетта
«Анетта» — советский чёрно-белый короткометражный фильм 1966 года.

## Сюжет
На рыболовецкое судно пришла новая повариха — добрая немолодая женщина Анетта. Её забота о ребятах, добрая улыбка со временем покоряет всех. Матрос Коля даже стал называть её «мамочкой». К ней привязывается и молоденький, интеллигентный и застенчивый старпом, но между Костей, бывалым матросом-работягой, и новеньким старпомом возникает неясный конфликт — одногодки, но один матрос, а другой — второй человек на судне; один в робе, другой во всегда чистенькой форме.

Казалось бы, что делить начальнику и подчинённому, но вот, поди ж ты, с самого прихода Мити на судно, с первой минуты, с первого взгляда, а пришёл он два месяца назад, невзлюбил Коля подтянутого, чистенького старпома.— текст рассказа
На разгрузке Коля предлагает старпому самому поработать, и тот становится в цепь разгружающих. Подавая ящики, Коля всё наращивает темп. Команда увлечённо наблюдает, и только Анетта с ужасом смотрит на этот, казалось бы, шуточный «поединок», который оканчивается падением старпома. Анетта даёт пощёчину Коле и уходит с судна.

## В ролях
- Вера Алтайская — Анетта
- Виктор Пименов — Коля, матрос
- Валерий Панарин — старпом
- Дмитрий Орловский — капитан

В эпизодах — актёры Одесского русского драматического театра: Владимир Евченко, Николай Кошкин, Виктор Степаненко, Валентин Стоянов, А. Чинов, В. Федоренко.

## Съёмки
В съёмках фильма принимала участие команда транспортно-холодильного судна «Пак».

## Литературная основа
В основе сюжета фильма — рассказ «Анета» тогда начинающего писателя Бориса Шустрова, впервые опубликован в сборнике писателя вышедшем в 1972 году в издательстве «Молодая гвардия», один из наиболее известных его рассказов публиковавшихся и спустя сорок лет. При общем положительном тоне критики автору было указано на ошибки: подчёркнуто назидательный характер, сюжет «сделанный» в каркасе схемы при заданности идеи. Однако, сюжет фильма, сценарий которого написал сам писатель, самостоятелен, суть конфликта в рассказе иная:

Случается так, что матросы вытаскивают на палубу тюленя, и некто Коля в пику старпому, с которым не ладил, убивает беззащитное животное. Анета не может простить этой бессмысленной жестокости. Не прощает она и экипаж за то, что никто не помешал, не остановил. Едва доплыв до Астрахани, Анета сходит с узелком на берег — «старая, маленькая и чужая женщина». В запоздалом раскаянии бросается за ней Коля, уговаривает вернуться… Анета всё-таки уходит. На этот раз облегченное примирение не состоялось — в интересах искусства. Конфликт получился психологически мотивированным и достоверным именно потому, что автор, как и Анета, «выдержал характер» до конца.— журнал «Литературное обозрение», 1976

Стало тесню на одном судне поварихе Анете и матросу Коле, столкнулись человечность, доброта и душевная жестокость, что же дальше? («Анета»). Легковатый «романтик» штурман Виктор Шурушкин волею случайных обстоятельств убедился в собственной «душевной недостаточности», и вот…— журнал «Волга», 1973 год

## О фильме
Киноведами фильм замечен как моно-фильм актрисы Веры Алтайской — единственная её главная роль за всю кинокарьеру:

Отметим, что за все годы своей киношной карьеры Алтайская исполняла либо роли второго плана, либо эпизоды. Но была в её карьере и одна главная роль, правда, в короткометражном фильме. Речь идет о ленте Одесской киностудии «Анетта» (1967), где Алтайская перевоплотилась в добрую повариху Анетту, которая работает на речном пароходе.

Однако ввиду своего короткого метража фильму не суждено было стать заметным событием.— Фёдор Раззаков

Неожиданно возникла на этом фоне короткометражка «Анетта» (1966). Фильм поставил малоизвестный режиссёр Георгий Шмованов — потом он работал на телевидении. Алтайская сыграла главную роль, в первый и последний раз после «Свинопаса». Вроде, снова «социально неблагополучный» персонаж: корабельная повариха, бывшая беспризорница с татуировкой на плече. Но здесь уже был стержень — и не один.
Редко доставались Алтайской безмолвные крупные планы. Здесь же на них построена почти вся картина.

Новелла получилась клочковатой, неуклюжей, но Алтайская показала, на что способна. Однако эта работа осталась незамеченной.— Пётр Багров